# この素晴らしき世界
「この素晴らしき世界」（このすばらしきせかい、英語: What a Wonderful World）は、1967年のルイ・アームストロングの楽曲。作詞・作曲はジョージ・ダグラス（音楽プロデューサーのボブ・シールのペンネーム）とジョージ・デヴィッド・ワイス。

## 概説
シールはベトナム戦争を嘆き、平和な世界を夢見て、この曲を書いたという。アメリカ合衆国では中ヒット止まりだったが（ビルボード（Billboard）誌の年間トップ100に入れなかった）、全英チャートで1位となった。1968年には、同名のアルバムもリリースされた。
その後、1987年のアメリカ映画『グッドモーニング, ベトナム』で、戦時中の南ベトナムの牧歌的田園風景とその中で起きるテロや空爆等戦場の現実を映す印象的なシークエンスにBGMとして起用され、全米32位というリバイバル・ヒットとなった。また、1995年の映画『12モンキーズ』ではエンディングテーマとして、2016年のアニメーション映画『ファインディング・ドリー』では劇中歌として用いられている。
日本ではホンダ・シビック（3代目）や東海東京証券、東京海上日動火災保険、ソニー、ソフトバンクモバイルなどのテレビコマーシャルに起用されたことがある。また、映画『スウィングガールズ』のワンシーンやBS-TBS制作の『湯のまち放浪記』のエンディングテーマでも流れた。2021年9月5日に行われた2020年東京パラリンピックの閉会式では聖火納火時のフィナーレとして使用された。

## カバーした主なアーティスト

### 日本国外
- パット・バーン - 強力なハスキー・ヴォイスで知られる、アイルランドの人気歌手。The Voice of Irelandのファースト・シーズンの優勝者。2012年に、iTunesアイルランドで配信され、1位になった。
- テレサ・ブリュワー - ボブ・シールの妻
- トニー・ベネット
- B.B.キング
- ロッド・スチュワート
- ケニー・G - ルイ・アームストロングと"共演"していることでも話題になった。
- サラ・ブライトマン
- セリーヌ・ディオン（ライヴ盤に収 look録）
- ジョン・レジェンド（SONY「BRAVIA」CMソングに起用）
- ジョーイ・ラモーン（映画「ボウリング・フォー・コロンバイン」のエンディング曲に起用。）
- ザ・フレーミング・リップス
- ジミー・スミス
- イズラエル・カマカヴィヴォオレ（Somewhere Over the Rainbow/What a Wonderful Worldとして発表。多くのCMや映画で使われている。虹の彼方にとのミックス。全米録音資料登録簿に登録。）
- イノセンス・ミッション（2008年auキャンペーンソング）
- エヴァ・キャシディ
- コニー・タルボット
- ステイシー・ケント
- マイケル・ブーブレ（2014年にHonda「GRACE」CMソングに起用。）
- リベラ (ソプラノユニット)

### 日本国内
- ASKA（アルバム『BOOKEND』に収録）
- KOKIA（アルバム『Musique a la Carte』に収録）
- Coco d'Or（アルバム『Coco d'Or 2』に収録）
- 小林桂（アルバム『Nature Boy』に収録）
- 小比類巻かほる（シングル）
- コブクロ（アルバム『ALL COVERS BEST』に収録）
- 五輪真弓（アルバム『Welcome』に収録）
- Salyu（配信限定）
- 東京スカパラダイスオーケストラ（アルバム『GRAND PRIX』に収録）
- 中島美嘉（シングル「ALL HANDS TOGETHER」のカップリングとして収録）
- BEGIN（アルバム『ビギンの一五一会 ドライブインシアター』に収録。mrt宮崎放送深夜エンディングBGM）
- 平井堅（アルバム『Ken's Bar』に収録）
- 藤田恵美（アルバム『cammomile blend』に収録）
- 本田美奈子.（アルバム『時』に収録。森寧子(岩谷時子)訳詞）
- 槇原敬之（アルバム『LIFE IN DOWNTOWN』初回限定盤に収録）
- MISIA（アルバム『MISIAの森 -Forest Covers-』に収録）
- THE MODS（東日本大震災復興チャリティーシングル）
- 森公美子（シングル。毎日放送アニメ『三丁目の夕日』エンディング・テーマ）
- MONGOL800（アルバム『etc works 2』に収録）
- 八代亜紀（アルバム『VOICE』に収録）
- 渡辺美里（シングル「おねがい太陽 〜夏のキセキ〜」のカップリングとして収録）